# Kristi förklarings tjasovna, Viitasaari
Kristi förklarings tjasovna (finska: Kristuksen kirkastumisen tsasouna) är en finsk-ortodox tjasovna (form av bönehus) belägen vid Kirkkotie 12, i staden Viitasaari i landskapet Mellersta Finland, i centrala Finland.
Tjasovnan är helgad åt Kristi förklaring och tillhör Jyväskyläs ortodoxa församling.

## Historik
Kristi förklarings tjasovna i Viitasaari byggdes 1989.

## Inventarier
Inne i tjasovnan finns ikoner som är målade av Jyrki Pouta och Raija Kanninen.

### Allmänna källor
- Suomen kaunein tsasouna: Viitasaaren Kristuksen kirkastumisen tsasouna (tiedonportailla.fi)
- Pyhäköt – Jyväskylän ortodoksinen seurakunta (jklort.fi)
- Jyväskylän ortodoksinen seurakunta – Ortodoksi.net